# Pavlovataart

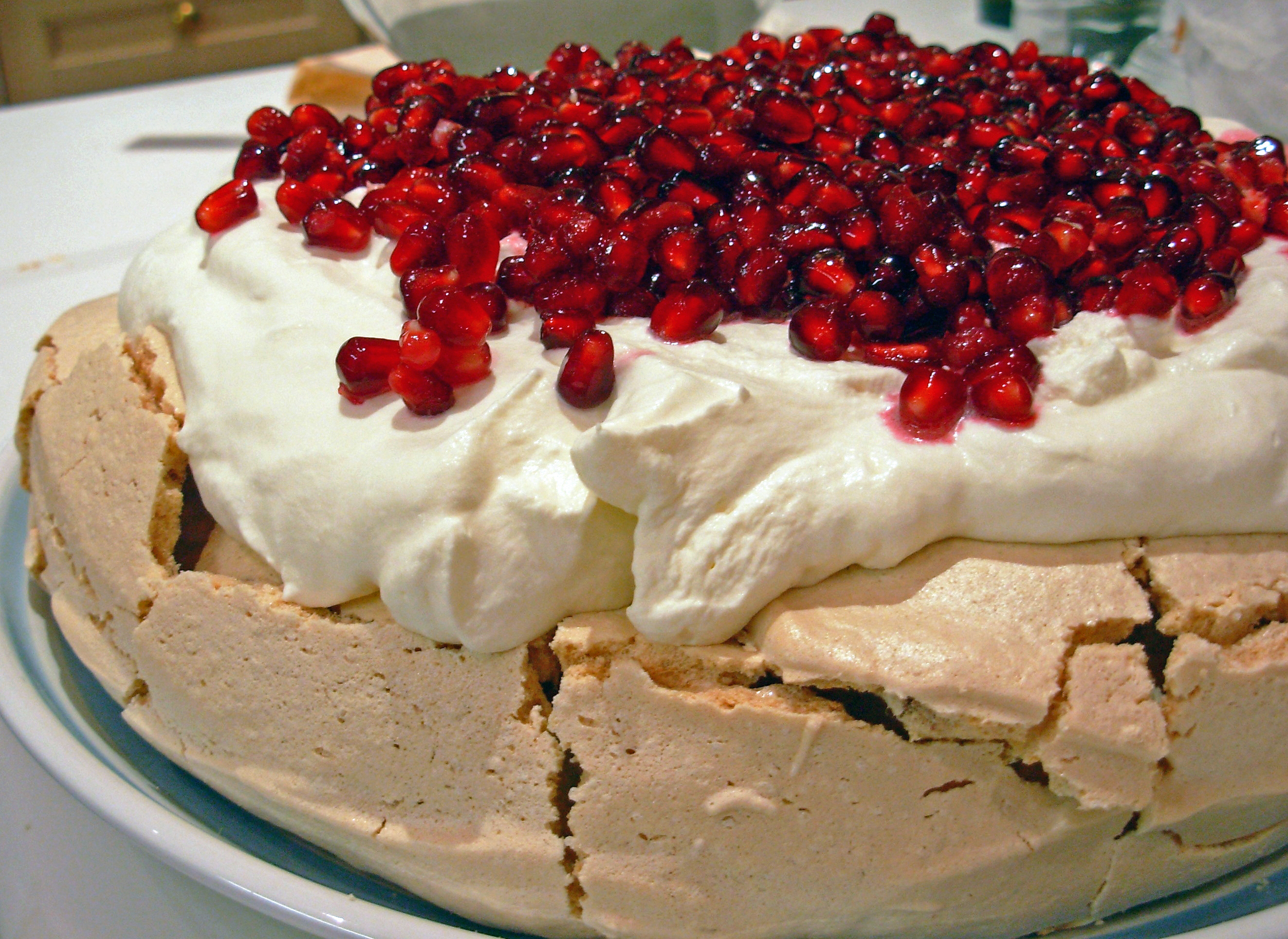
Pavlova met granaatappel

Pavlovataart is een taart gebaseerd op meringue, en genoemd naar de Russische balletdanseres Anna Pavlova.
Het dessert zou gemaakt zijn ter ere van deze danseres tijdens of na een van haar tournees door Australië en Nieuw-Zeeland in de jaren 1920. 
De taart is een populair gerecht en een belangrijk onderdeel van de gastronomie van zowel Australië als Nieuw-Zeeland. Omdat ze eenvoudig te bereiden is, wordt ze veel opgediend bij feesten en op feestdagen. 

## Recept
Pavlova wordt gemaakt door eiwit zeer stijf te kloppen, en vervolgens suiker, azijn, maizena en soms vanille toe te voegen. Het geheel wordt langzaam gebakken, zoals meringue.

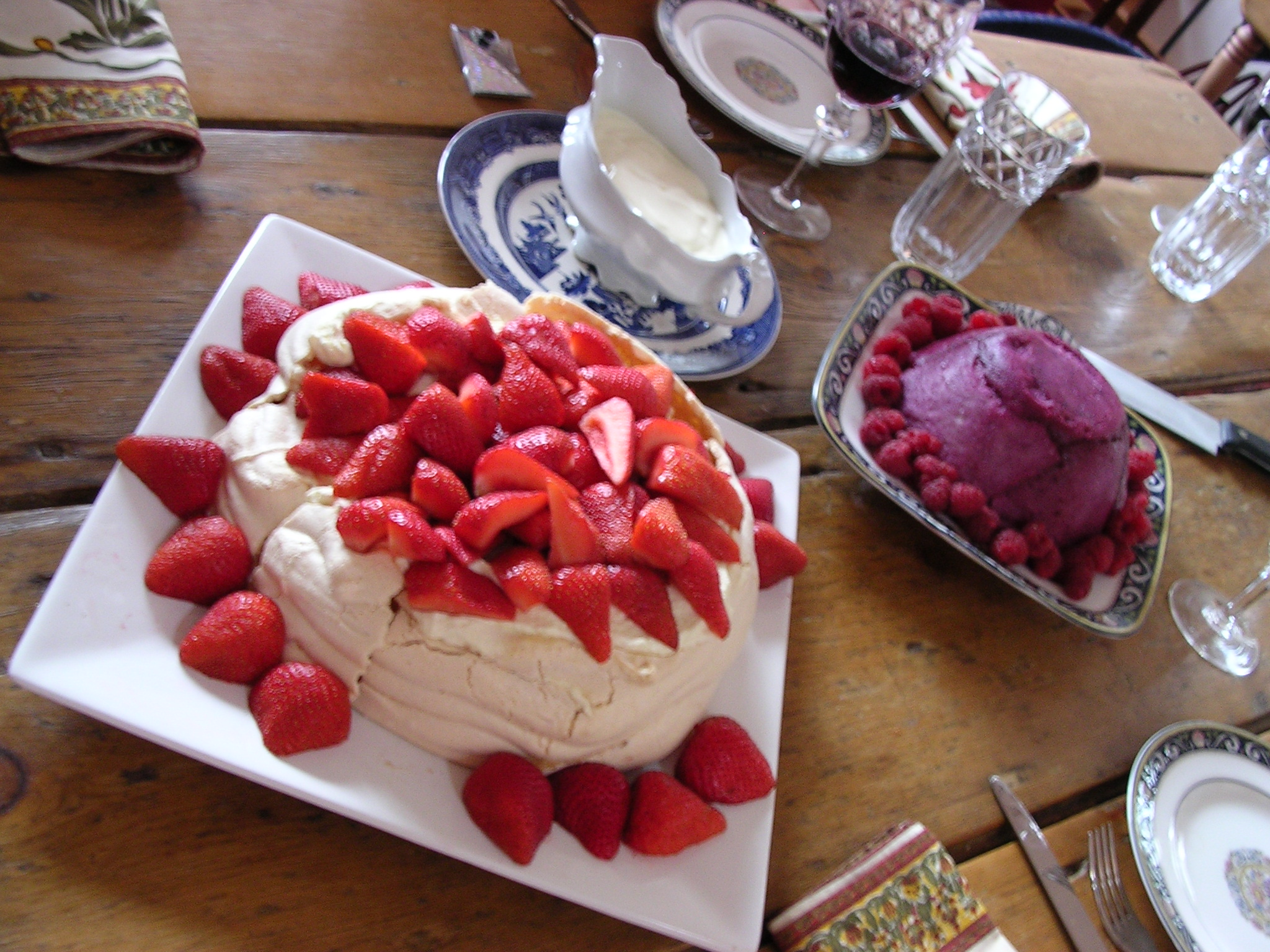
Een Australische pavlovataart als kerstdessert.

Pavlova wordt traditioneel versierd met een laag slagroom en vers fruit, zoals kiwi's, passievruchten en aardbeien.